# Saint-Maurice-lès-Couches
Saint-Maurice-lès-Couches is een gemeente in het Franse departement Saône-et-Loire (regio Bourgogne-Franche-Comté) en telt 181 inwoners (2005). De plaats maakt deel uit van het arrondissement Autun.

## Geografie
De oppervlakte van Saint-Maurice-lès-Couches bedraagt 4,7 km², de bevolkingsdichtheid is 38,5 inwoners per km².
De onderstaande kaart toont de ligging van Saint-Maurice-lès-Couches met de belangrijkste infrastructuur en aangrenzende gemeenten.

## Demografie
Onderstaande figuur toont het verloop van het inwonertal (bron: INSEE-tellingen).